# Hans Lietzmann (Maler)

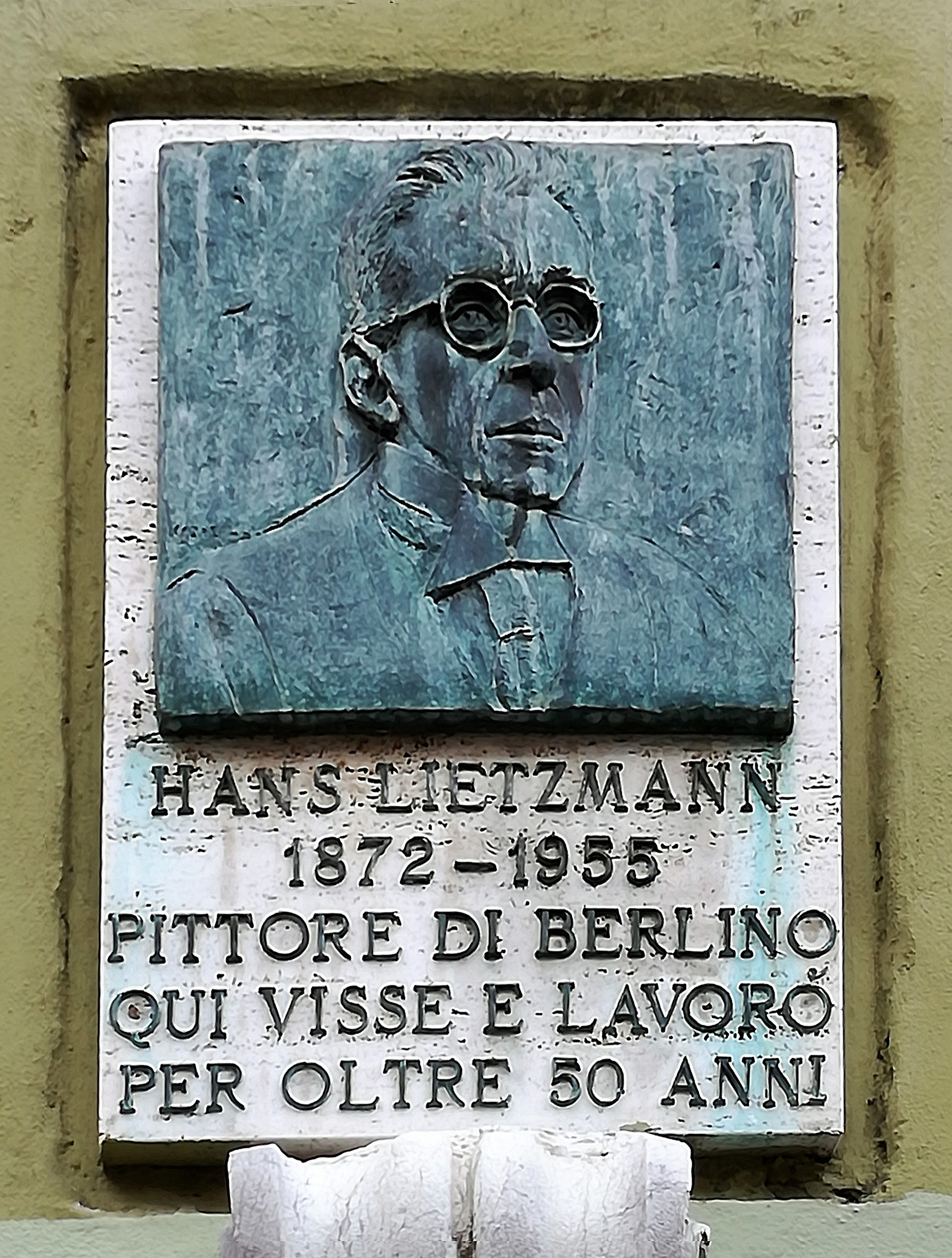
Gedenktafel an Hans Lietzmann in Torbole am Gardasee

Hans Lietzmann (* 2. April 1872 in Berlin; † 4. September 1955 in Torbole am Gardasee) war ein deutscher Maler und Zeichner.

## Leben
Bereits als Kind besuchte Hans Lietzmann mit seinem Vater 1879 das trentinische Ufer des Gardasees, in den Jahren 1884/85 vor allem Riva del Garda, wo eine alte Tante von ihm lebte. Von 1889 bis 1894 studierte er an der Kunstakademie in Berlin. 1896 zog er nach München und ließ sich dort zum Bariton ausbilden. 

Lietzmanns Villa „Café Paradiso“ am Gardasee

Lietzmann war jedoch so vom Licht und von den Farben am Gardasee fasziniert, dass er 1899 beschloss, sich in Torbole niederzulassen. Hier kaufte er eine Villa mit Seegrundstück und Strand, die er „Café Paradiso“ nannte. Direkt am Seeufer gründete Lietzmann die Schule „Männlicher Akt im Freien“, die von zahlreichen deutschen Künstlern besucht wurde, die auf den Spuren Goethes Italien bereisten. Viele Maler kamen während dieser Epoche nach Torbole. 
Bis 1915 fand Lietzmann Glück und Anerkennung rund um den Gardasee. Er malte und zeichnete zahlreiche Orte und hatte Umgang mit vielen Landsleuten, die bereits zu dieser Zeit hier wohnten. Aber auch zu seiner deutschen Heimat pflegte er weiterhin Kontakte. Lietzmann hatte immer das Bedürfnis, biblische Themen darzustellen, und so entstand eine Reihe von Bildern mit Motiven aus dem Neuen Testament für Kirchen und Museen in Deutschland. Im Ersten Weltkrieg wurde Lietzmann vom Deutschen Kaiserreich als Militärzeichner angeworben und er hielt an der französischen Front, 1918 in Autrécourt-sur-Aire, auf seinen Bildern den beginnenden Einsatz von Flugzeugen im Krieg fest. Bekannt ist ein Gemälde, das dem Geschwader des Freiherrn Manfred von Richthofen gewidmet ist. Ebenso porträtierte er Ernst Brandenburg als Träger des Pour le Mérite, der als Kommandeur des Bombengeschwaders Nr. 3 (England-Geschwader) die erste Bombardierung Londons am 13. Juni 1917 anführte.
Nach dem Ersten Weltkrieg enteignete die faschistische Regierung unter Benito Mussolini ausländische Besitztümer. Auch Hans Lietzmann verlor seinen Grundbesitz am Gardasee. Trotzdem kehrte er 1925 nach Torbole zurück und setzte seine künstlerische Arbeit fort, allerdings in extremer Armut. In Erinnerung bleibt Lietzmanns Restaurierung des Altarbildes von Giambattista Cignaroli in der Kirche San Andrea von Torbole, das während des Krieges durch eine Splitterbombe weitgehend zerstört wurde. Hans Lietzmann setzte sich dafür ein, dass der damalige Paragraph 267 des Gesetzes von 1925 – später § 175 StGB –, der Homosexualität unter Strafe stellte, abgeschafft werden sollte.
Während des Zweiten Weltkrieges blieb der nun schon 70-jährige Künstler am Gardasee. In den letzten Kriegstagen Ende April 1945 erlebte er hautnah die umkämpfte Einnahme von Torbole durch die 10. US-Gebirgsdivision. Seine letzten Lebensjahre verbrachte der Maler in Armut. Er befasste sich während dieser Zeit fast nur noch mit religiösen Sujets und Porträtarbeiten. Am 4. September 1955 starb Hans Lietzmann in Torbole und wurde auf dem örtlichen Friedhof nach evangelischem Ritus bestattet.

## Ausstellung
Im Jahr 2006 war eine umfangreiche Ausstellung den Werken Lietzmanns gewidmet, die zuerst in Nago und anschließend in der »Galleria Civica G. Segantini« in Arco zu sehen war und zu der auch ein zweisprachiger Ausstellungskatalog (Hans Lietzmann: Berlino, 1872 – Torbole, 1955) veröffentlicht wurde.

## Hauptwerke

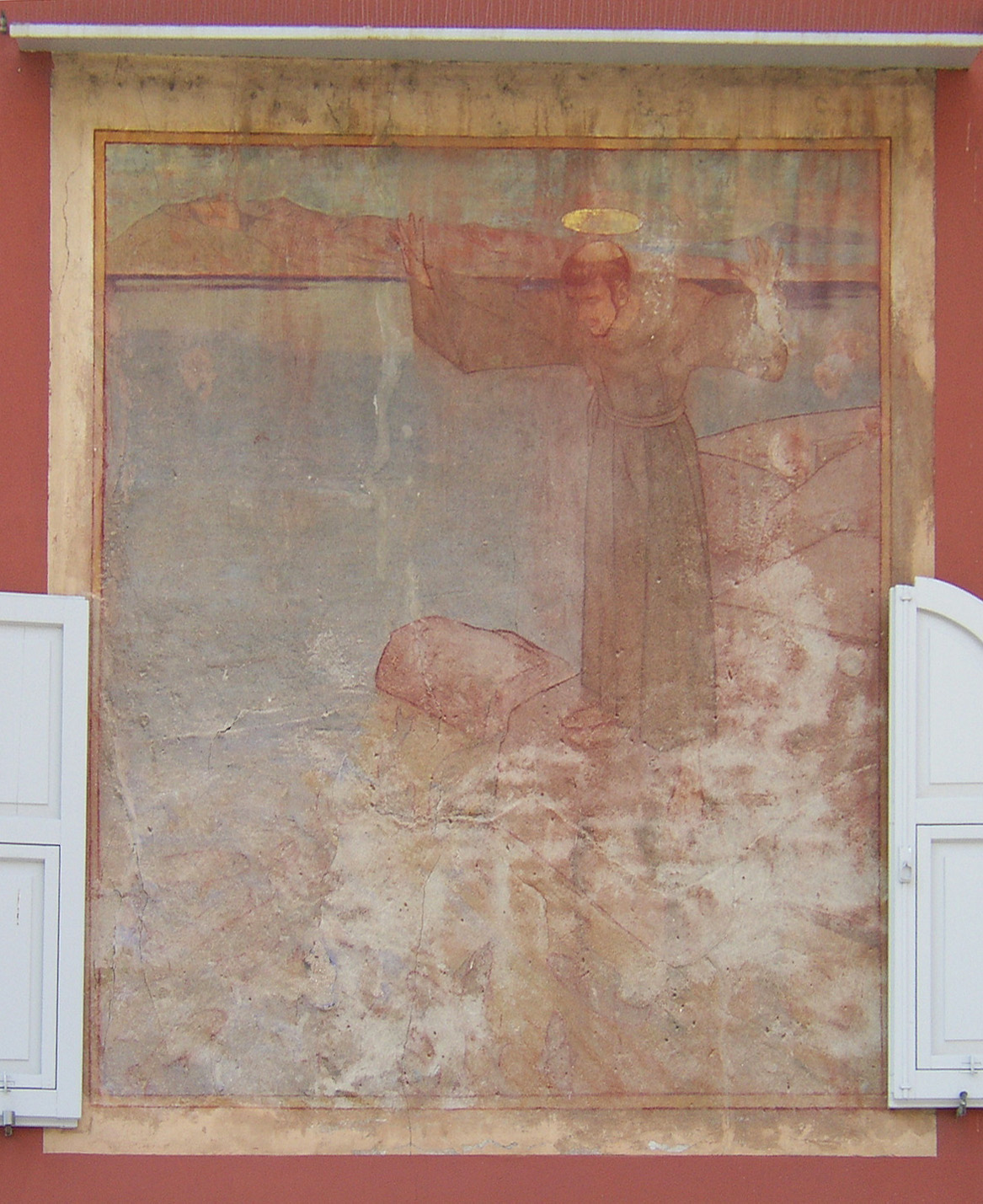
Wandgemälde Der heilige Antonio spricht mit den Fischen

- 60 biblische Bilder für die Preußische Haupt-Bibelgesellschaft
- 9 Porträts von Rektoren der Universität Tübingen für die Tübinger Professorengalerie
- Kreuzigungsdarstellung (Altar in der Kirche von Gut Liebenberg/Mark)
- Der auferstandene Jesus und Maria Magdalena (Altarbild in der Dorfkirche Falkenthal), um 1922
- Der heilige Antonio spricht mit den Fischen, großes Wandgemälde an der Fassade der Casa Beust in Torbole am Gardasee
- Kampfflieger Freiherr von Richthofen
- Kloster Lorch, Kircheninterieur
- Haremsdamen mit steinstemmendem Adonis auf südlicher Meeresterrasse
- Waldteich im Herbst
- Fischer an südlicher Küste beim Flicken ihrer Netze
- Südliche Sommerlandschaft mit jungem Mann
- Uferlandschaft am Gardasee
- Fünf leicht bekleidete Mädchen auf einer südlichen Terrasse

Daneben hat Lietzmann unzählige Zeichnungen, Pastelle, Holzschnitte, Gouachen, Kohlezeichnungen und männliche Aktstudien geschaffen.
Es gibt auch ein detailliertes Tagebuch des Künstlers, das sich im Besitz von Lietzmanns Freunden in Torbole am Gardasee befindet, jedoch ist die Handschrift schwer lesbar.

## Belege
1. ↑  § 267 des Amtlichen Entwurfs eines Allgemeinen Deutschen Strafgesetzbuches „Unzucht zwischen Männern“. Eine Denkschrift, gerichtet an das Reichsjustizministerium. (Memento des Originals vom 6. August 2007 im Internet Archive)  Info: Der Archivlink wurde automatisch eingesetzt und noch nicht geprüft. Bitte prüfe Original- und Archivlink gemäß Anleitung und entferne dann diesen Hinweis.
2. ↑  Il paese brucia. Dai diari di Hans Lietzmann, S. 162–167.